# Abbeville (Luizjana)
Abbeville – miasto w Stanach Zjednoczonych, położone w parafii Vermilion, w stanie Luizjana nad rzeką Vermilion, 32 km na północny zachód od Lafayette.

## Historia
Abbeville założył w 1843 roku misjonarz A.D.Mégert (kapucyn), na wzór typowych wiosek w Prowansji. Miasto początkowo zwane La Chapelle, zasiedlali Akadyjczycy i imigranci z rejonu Morza Śródziemnego. Na miejscu kaplicy Mégerta, którą zniszczył pożar w 1854 r., obecnie znajduje się kościół św. Marii Magdaleny (1910) r.
Miasto samorządowe od 1950 r.

## Dane ogólne
Miasto jest ośrodkiem handlu produktami rolnymi (zwłaszcza ryżem) oraz ośrodkiem przetwórstwa rybnego. Rozwojowi gospodarczemu miasta sprzyjają pobliskie złoża ropy naftowej i gazu. Miejscowość łączy się z Zatoką Meksykańską zarośnięte starorzecze Kanału Deepwater.

## Współpraca
Miejscowość partnerska:
- Lasne, Belgia